# سيزلا
سيزلاكالونجي (بالإنجليزية: Sizzla)‏ ، أو سيزلا (ولد ميغيل أورلاندو كولينز في 17 أبريل، 1976، كينغستون ، جامايكا ) مغني جامايكي في موسيقي الريغي
غالباً ما يواجه سيزلا صعوبات في أوروبا بسبب أغانيه التي تحث على الأخلاق و الفضيلة و مناهضة للمثلية الجنسية .

## السيرة الذاتية
ولدت سيزلا في كينغستون في عام 1976, من آى بوين مؤمنون ب حركة الراستافارية ، نشأ سيزلا في مدينة أغسطس، كينغستون جامايكا حيث درس الهندسة الميكانيكية في مدرسة دونون الثانوية .

## وصلات خارجية
- سيزلا على موقع ميوزك برينز (الإنجليزية)
- سيزلا على موقع أول ميوزيك (الإنجليزية)
- سيزلا على موقع ديسكوغز (الإنجليزية)